# Sarcofahrtiopsis chiriqui
Sarcofahrtiopsis chiriqui är en tvåvingeart som beskrevs av Thomas Pape och Mendez 2004. Sarcofahrtiopsis chiriqui ingår i släktet Sarcofahrtiopsis och familjen köttflugor.
Artens utbredningsområde är Costa Rica. Inga underarter finns listade i Catalogue of Life.